# Ignacio
Ignacio – miasto w Stanach Zjednoczonych, w stanie Kolorado, w hrabstwie La Plata.